# Microstromatales
De Microstromatales vormen een orde van Exobasidiomycetes uit de subklasse van de Exobasidiomycetidae.

## Taxonomie
De taxonomische indeling van de Microstromatales is als volgt:
Orde: Microstromatales
- Familie: Microstromataceae